# 国民民主同盟 (インド)

国民民主同盟（こくみんみんしゅどうめい、ヒンディー語：राष्ट्रीय जनतांत्रिक गठबंधन、英語：National Democratic Alliance〈略称：NDA〉）は、インドの政党連合。インド人民党を中軸とし、1998年から2004年までアタル・ビハーリー・ヴァージペーイー首相の政権を支えた。保守から中道にかけての諸政党をメンバーとする。2014年に実施された総選挙で同盟は大勝し、首相候補として擁立したナレンドラ・モディが政権を獲得した。

## 2009年下院選挙
2009年のローク・サバー（インド下院）総選挙においては、次の各党が国民民主同盟の一員だった。
- インド人民党
- ジャナタ・ダル (統一派)
- シヴ・セーナー
- アカリ・ダル
- インド国民ローク・ダル（en:Indian National Lok Dal）
- 全国ローク・ダル（en:Rashtriya Lok Dal）
- テランガナ国民協会（en:Telangana Rashtra Samithi）
- ナガランド人民戦線（en:Nagaland People's Front）
- ミゾ国民戦線（en:Mizo National Front）
- ウッタラーカンド革命党（en:Uttarakhand Kranti Dal）
- ゴルカ人民解放戦線（en:Gorkha Janmukti Morcha）
- カムタプル進歩党（en:Kamtapur Progressive Party）
- ラダック連邦直轄領戦線（en:Ladakh Union Territory Front）

ほかにアソム人民会議がインド人民党と選挙協力を結んだが、国民民主同盟には加わらなかった。

## その後
2011年、全国ローク・ダルが離脱し、与党・統一進歩同盟に加わり入閣した。
2013年、ジャナタ・ダル (統一派)がタカ派として知られるグジャラート州首相のナレンドラ・モディが連邦首相候補へ選出されたことに反発し、離脱した。これに伴い同盟のトップ（召集役）であった同党出身のシャラド・ヤーダヴも召集役を辞職した。
このように旧ジャナタ・ダル系の政党から離脱する傾向がある。